# Смульники-Осецькі
Смульники-Осецькі (пол. Smólniki Osieckie) — село в Польщі, у гміні Осек-Малий Кольського повіту Великопольського воєводства.
Населення — 106 осіб (2011).
У 1975-1998 роках село належало до Конінського воєводства.

## Демографія
Демографічна структура станом на 31 березня 2011 року:
|          | Загалом | Допрацездатний вік | Працездатний вік | Постпрацездатний вік |
| -------- | ------- | ------------------ | ---------------- | -------------------- |
| Чоловіки | 52      | 16                 | 32               | 4                    |
| Жінки    | 54      | 12                 | 29               | 13                   |
| Разом    | 106     | 28                 | 61               | 17                   |